# Anne-Marie (Sängerin)/Diskografie
Diese Diskografie ist eine Übersicht über die musikalischen Werke der britischen Sängerin Anne-Marie. Den Quellenangaben und Schallplattenauszeichnungen zufolge hat sie bisher mehr als 46,3 Millionen Tonträger verkauft, davon alleine in ihrer Heimat über 16,7 Millionen. Die erfolgreichste Veröffentlichung von Anne-Marie ist die Single Friends mit über 9,6 Millionen verkauften Einheiten.

## Alben

### Studioalben
| Jahr | Titel Musiklabel                  | Höchstplatzierung, Gesamtwochen, AuszeichnungChartplatzierungen (Jahr, Titel, Musiklabel, Platzierungen, Wochen, Auszeichnungen, Anmerkungen) | Höchstplatzierung, Gesamtwochen, AuszeichnungChartplatzierungen (Jahr, Titel, Musiklabel, Platzierungen, Wochen, Auszeichnungen, Anmerkungen) | Höchstplatzierung, Gesamtwochen, AuszeichnungChartplatzierungen (Jahr, Titel, Musiklabel, Platzierungen, Wochen, Auszeichnungen, Anmerkungen) | Höchstplatzierung, Gesamtwochen, AuszeichnungChartplatzierungen (Jahr, Titel, Musiklabel, Platzierungen, Wochen, Auszeichnungen, Anmerkungen) | Höchstplatzierung, Gesamtwochen, AuszeichnungChartplatzierungen (Jahr, Titel, Musiklabel, Platzierungen, Wochen, Auszeichnungen, Anmerkungen) | Anmerkungen                                                |
| Jahr | Titel Musiklabel                  | DE | AT | CH | UK | US | Anmerkungen                                                |
| ---- | --------------------------------- | --- | --- | --- | --- | --- | ---------------------------------------------------------- |
| 2018 | Speak Your Mind Major Tom’s (WMG) | DE24 (6 Wo.)DE | AT14 Gold · (7 Wo.)AT | CH10 (5 Wo.)CH | UK3 Platin · (102 Wo.)UK | US31 Platin · (29 Wo.)US | Erstveröffentlichung: 27. April 2018 Verkäufe: + 1.692.500 |
| 2021 | Therapy Major Tom’s (WMG)         | DE22 (1 Wo.)DE | AT15 (1 Wo.)AT | CH36 (2 Wo.)CH | UK2 Gold · (18 Wo.)UK | — | Erstveröffentlichung: 23. Juli 2021 Verkäufe: + 100.000    |
| 2023 | Unhealthy Major Tom’s (WMG)       | — | — | — | UK2 Silber · (4 Wo.)UK | — | Erstveröffentlichung: 28. Juli 2023 Verkäufe: + 60.000     |

### EPs
| Jahr | Titel Musiklabel         | Anmerkungen                         |
| ---- | ------------------------ | ----------------------------------- |
| 2015 | Karate Major Tom’s (WMG) | Erstveröffentlichung: 10. Juli 2015 |

## Singles

### Als Leadmusikerin
| Jahr | Titel Album                                            | Höchstplatzierung, Gesamtwochen, AuszeichnungChartplatzierungen (Jahr, Titel, Album, Platzierungen, Wochen, Auszeichnungen, Anmerkungen) | Höchstplatzierung, Gesamtwochen, AuszeichnungChartplatzierungen (Jahr, Titel, Album, Platzierungen, Wochen, Auszeichnungen, Anmerkungen) | Höchstplatzierung, Gesamtwochen, AuszeichnungChartplatzierungen (Jahr, Titel, Album, Platzierungen, Wochen, Auszeichnungen, Anmerkungen) | Höchstplatzierung, Gesamtwochen, AuszeichnungChartplatzierungen (Jahr, Titel, Album, Platzierungen, Wochen, Auszeichnungen, Anmerkungen) | Höchstplatzierung, Gesamtwochen, AuszeichnungChartplatzierungen (Jahr, Titel, Album, Platzierungen, Wochen, Auszeichnungen, Anmerkungen) | Anmerkungen |
| Jahr | Titel Album                                            | DE | AT | CH | UK | US | Anmerkungen |
| ---- | ------------------------------------------------------ | --- | --- | --- | --- | --- | --- |
| 2015 | Karate                                                 | — | — | — | — | — | Erstveröffentlichung: 3. Juni 2015                                                                                      |
| 2015 | Boy –                                                  | — | — | — | — | — | Erstveröffentlichung: 23. Oktober 2015                                                                                  |
| 2015 | Do It Right –                                          | — | — | — | UK90 (3 Wo.)UK | — | Erstveröffentlichung: 20. November 2015                                                                                 |
| 2016 | Alarm Speak Your Mind                                  | DE27 Gold · (19 Wo.)DE | AT26 (15 Wo.)AT | CH62 (11 Wo.)CH | UK16 Platin · (31 Wo.)UK | US— GoldUS | Erstveröffentlichung: 20. Mai 2016 Verkäufe: + 2.325.000                                                                |
| 2017 | Ciao Adios Speak Your Mind                             | DE23 Platin · (18 Wo.)DE | AT65 (7 Wo.)AT | CH64 Gold · (13 Wo.)CH | UK9 ×2Doppelplatin · (23 Wo.)UK | — | Erstveröffentlichung: 10. Februar 2017 Verkäufe: + 2.196.666                                                            |
| 2017 | Either Way –                                           | — | — | — | UK47 Silber · (8 Wo.)UK | — | Erstveröffentlichung: 28. Juli 2017 Verkäufe: + 200.000; mit Snakehips feat. Joey Bada$$                                |
| 2017 | Heavy Speak Your Mind                                  | — | — | — | UK37 Silber · (10 Wo.)UK | — | Erstveröffentlichung: 22. September 2017 Verkäufe: + 200.000                                                            |
| 2017 | Then Speak Your Mind                                   | — | — | — | UK87 Silber · (2 Wo.)UK | — | Erstveröffentlichung: 15. Dezember 2017 Verkäufe: + 200.000                                                             |
| 2018 | Friends Speak Your Mind                                | DE1 Platin · (34 Wo.)DE | AT1 Gold · (30 Wo.)AT | CH4 Platin · (27 Wo.)CH | UK4 ×3Dreifachplatin · (27 Wo.)UK | US11 ×4Vierfachplatin · (29 Wo.)US | Erstveröffentlichung: 9. Februar 2018 Verkäufe: + 9.600.000; mit Marshmello                                             |
| 2018 | 2002 Speak Your Mind                                   | DE18 Platin · (22 Wo.)DE | AT9 ×2Doppelplatin · (28 Wo.)AT | CH18 Platin · (29 Wo.)CH | UK3 ×4Vierfachplatin · (46 Wo.)UK | US— ×2DoppelplatinUS | Erstveröffentlichung: 20. April 2018 Verkäufe: + 9.165.000                                                              |
| 2018 | Perfect to Me –                                        | — | — | — | UK41 Gold · (11 Wo.)UK | — | Erstveröffentlichung: 2. November 2018 Verkäufe: + 400.000                                                              |
| 2018 | Rewrite the Stars The Greatest Showman: Reimagined     | DE100 (1 Wo.)DE | — | CH44 (6 Wo.)CH | UK7 Platin · (15 Wo.)UK | US— GoldUS | Erstveröffentlichung: 16. November 2018 Verkäufe: + 1.305.000; mit James Arthur                                         |
| 2020 | Birthday Therapy (Japanese-Edition)                    | — | — | — | UK31 Gold · (12 Wo.)UK | — | Erstveröffentlichung: 7. Februar 2020 Verkäufe: + 400.000                                                               |
| 2020 | Her –                                                  | — | — | — | — | — | Erstveröffentlichung: 22. März 2020                                                                                     |
| 2020 | To Be Young Therapy (Japanese-Edition)                 | — | — | — | UK74 (1 Wo.)UK | — | Erstveröffentlichung: 17. Juli 2020 feat. Doja Cat                                                                      |
| 2021 | Don’t Play Therapy                                     | — | — | — | UK2 Platin · (23 Wo.)UK | — | Erstveröffentlichung: 15. Januar 2021 Verkäufe: + 600.000; mit KSI & Digital Farm Animals                               |
| 2021 | Way Too Long Therapy                                   | — | — | — | UK37 Silber · (13 Wo.)UK | — | Erstveröffentlichung: 9. April 2021 Verkäufe: + 200.000; mit Nathan Dawe & MoStack                                      |
| 2021 | Our Song Therapy                                       | DE— aDE | — | — | UK13 Platin · (17 Wo.)UK | — | Erstveröffentlichung: 21. Mai 2021 Verkäufe: + 680.000; mit Niall Horan                                                 |
| 2021 | Kiss My (Uh-Oh) Therapy                                | DE— bDE | — | — | UK10 Platin · (19 Wo.)UK | — | Erstveröffentlichung: 23. Juli 2021 Verkäufe: + 600.000; mit Little Mix                                                 |
| 2021 | Everywhere –                                           | — | — | — | UK23 (2 Wo.)UK | — | Benefizsingle für BBC Children in Need Erstveröffentlichung: 19. November 2021 mit Niall Horan; Original: Fleetwood Mac |
| 2022 | Psycho Unhealthy                                       | — | — | — | UK5 Platin · (25 Wo.)UK | — | Erstveröffentlichung: 16. September 2022 Verkäufe: + 615.000; mit Aitch                                                 |
| 2023 | Sad Bitch Unhealthy                                    | — | — | — | UK65 (2 Wo.)UK | — | Erstveröffentlichung: 3. Februar 2023                                                                                   |
| 2023 | Expectations Unhealthy                                 | — | — | — | — | — | Erstveröffentlichung: 9. März 2023 mit (G)I-DLE & Minnie                                                                |
| 2023 | Baby Don’t Hurt Me Unhealthy (Super Unhealthy Edition) | DE9 Gold · (58 Wo.)DE | AT13 Platin · (43 Wo.)AT | CH6 ×3Dreifachplatin · (60 Wo.)CH | UK13 Platin · (22 Wo.)UK | US48 (14 Wo.)US | Erstveröffentlichung: 7. April 2023 Verkäufe: + 1.928.333; mit David Guetta & Coi Leray                                 |
| 2023 | Unhealthy                                              | — | — | — | UK18 Gold · (20 Wo.)UK | — | Erstveröffentlichung: 19. Mai 2023 Verkäufe: + 530.000; feat. Shania Twain                                              |
| 2024 | Cry Baby –                                             | DE— cDE | — | — | UK49 Silber · (15 Wo.)UK | — | Erstveröffentlichung: 9. August 2024 Verkäufe: + 200.000; mit Clean Bandit & David Guetta                               |

### Als Gastmusikerin
| Jahr | Titel Album                              | Höchstplatzierung, Gesamtwochen, AuszeichnungChartplatzierungen (Jahr, Titel, Album, Platzierungen, Wochen, Auszeichnungen, Anmerkungen) | Höchstplatzierung, Gesamtwochen, AuszeichnungChartplatzierungen (Jahr, Titel, Album, Platzierungen, Wochen, Auszeichnungen, Anmerkungen) | Höchstplatzierung, Gesamtwochen, AuszeichnungChartplatzierungen (Jahr, Titel, Album, Platzierungen, Wochen, Auszeichnungen, Anmerkungen) | Höchstplatzierung, Gesamtwochen, AuszeichnungChartplatzierungen (Jahr, Titel, Album, Platzierungen, Wochen, Auszeichnungen, Anmerkungen) | Höchstplatzierung, Gesamtwochen, AuszeichnungChartplatzierungen (Jahr, Titel, Album, Platzierungen, Wochen, Auszeichnungen, Anmerkungen) | Anmerkungen |
| Jahr | Titel Album                              | DE | AT | CH | UK | US | Anmerkungen |
| ---- | ---------------------------------------- | --- | --- | --- | --- | --- | --- |
| 2015 | Rumour Mill We the Generation            | — | — | — | UK67 Silber · (6 Wo.)UK | — | Erstveröffentlichung: 28. August 2015 Verkäufe: + 225.000; Rudimental feat. Anne-Marie & Will Heard                           |
| 2015 | Alright with Me –                        | — | — | — | — | — | Erstveröffentlichung: 20. November 2015 Wretch 32 feat. Anne-Marie & PRGRSHN                                                  |
| 2016 | Catch 22 Two Degrees                     | — | — | — | — | — | Erstveröffentlichung: 10. Oktober 2016 Verkäufe: + 70.000; Illy feat. Anne-Marie                                              |
| 2016 | Rockabye Speak Your Mind / What Is Love? | DE1 ×2Doppelplatin · (36 Wo.)DE | AT1 Platin · (29 Wo.)AT | CH1 ×2Doppelplatin · (47 Wo.)CH | UK1 ×4Vierfachplatin · (41 Wo.)UK | US9 ×3Dreifachplatin · (27 Wo.)US | Erstveröffentlichung: 21. Oktober 2016 Verkäufe: + 9.883.333; Clean Bandit feat. Sean Paul & Anne-Marie                       |
| 2017 | Remember I Told You –                    | — | — | — | UK97 (1 Wo.)UK | — | Erstveröffentlichung: 26. Mai 2017 Nick Jonas feat. Anne-Marie & Mike Posner                                                  |
| 2017 | Bridge over Troubled Water –             | — | AT32 (3 Wo.)AT | CH28 (2 Wo.)CH | UK1 Gold · (5 Wo.)UK | — | Erstveröffentlichung: 21. Juni 2017 als Teil von Artists for Grenfell; Verkäufe: + 400.000 Original: Simon & Garfunkel (1970) |
| 2017 | Besándote (Remix) –                      | — | — | — | — | — | Erstveröffentlichung: 1. September 2017 Piso 21 feat. Anne-Marie                                                              |
| 2018 | Let Me Live Toast to Our Differences     | — | — | CH99 (1 Wo.)CH | UK42 Silber · (11 Wo.)UK | — | Erstveröffentlichung: 15. Juni 2018 Verkäufe: + 250.000 Rudimental & Major Lazer feat. Anne-Marie & Mr Eazi                   |
| 2018 | Don’t Leave Me Alone 7                   | DE32 (18 Wo.)DE | AT26 (16 Wo.)AT | CH43 (9 Wo.)CH | UK18 Gold · (11 Wo.)UK | US— GoldUS | Erstveröffentlichung: 27. Juli 2018 Verkäufe: + 1.260.000; David Guetta feat. Anne-Marie                                      |
| 2019 | Fuck, I’m Lonely How I’m Feeling         | DE80 (8 Wo.)DE | AT48 (11 Wo.)AT | CH53 (3 Wo.)CH | UK32 Gold · (15 Wo.)UK | US— GoldUS | Erstveröffentlichung: 1. August 2019 Verkäufe: + 1.070.000; Lauv feat. Anne-Marie                                             |
| 2020 | Times Like These –                       | — | — | — | UK1 Silber · (8 Wo.)UK | — | Erstveröffentlichung: 23. April 2020 Verkäufe: + 200.000; als Teil von Live Lounge Allstars Original: Foo Fighters (2003)     |
| 2020 | Come Over –                              | — | — | — | UK26 Gold · (13 Wo.)UK | — | Erstveröffentlichung: 28. August 2020 Rudimental feat. Anne-Marie & Tion Wayne                                                |
| 2022 | I Just Called –                          | — | — | — | UK99 (1 Wo.)UK | — | Erstveröffentlichung: 10. Juni 2022 Neiked feat. Anne-Marie & Latto                                                           |

## Musikvideos
| Jahr | Titel                      | Regie                         |
| ---- | -------------------------- | ----------------------------- |
| 2015 | Karate                     | Scratch                       |
| 2015 | Gemini                     | Anne-Marie                    |
| 2015 | Boy                        | Courtney Phillips             |
| 2015 | Rumour Mill                | I Owe Youth                   |
| 2015 | Do It Right                | Selina Miles                  |
| 2015 | Alright with Me            | Max & Dania                   |
| 2016 | Alarm                      | Malia James                   |
| 2016 | Catch 22                   | Mark Staubach                 |
| 2016 | Rockabye                   | Grace Chatto & Jack Patterson |
| 2017 | Ciao Adios                 | Basak Erol                    |
| 2017 | Remember I Told You        | Isaac Rentz                   |
| 2017 | Bridge over Troubled Water | Simon Cowell                  |
| 2017 | Either Way                 | Hector Dockrill               |
| 2017 | Heavy                      | Malia James                   |

## Statistik

### Chartauswertung
|                     | DE    | AT    | CH    | UK    | US    |
| ------------------- | ----- | ----- | ----- | ----- | ----- |
| Nummer-eins-Alben   | DE—DE | AT—AT | CH—CH | UK—UK | US—US |
| Top-10-Alben        | DE—DE | AT—AT | CH1CH | UK3UK | US—US |
| Alben in den Charts | DE2DE | AT2AT | CH2CH | UK3UK | US1US |

|                       | DE    | AT    | CH     | UK     | US    |
| --------------------- | ----- | ----- | ------ | ------ | ----- |
| Nummer-eins-Singles   | DE2DE | AT2AT | CH1CH  | UK3UK  | US—US |
| Top-10-Singles        | DE3DE | AT3AT | CH3CH  | UK10UK | US1US |
| Singles in den Charts | DE9DE | AT9AT | CH11CH | UK32UK | US3US |

### Auszeichnungen für Musikverkäufe
| Land/RegionAuszeichnungen für Musikverkäufe (Land/Region, Auszeichnungen, Verkäufe, Quellen) | Silber     | Gold       | Platin         | Diamant     | Verkäufe   | Quellen              |
| -------------------------------------------------------------------------------------------- | ---------- | ---------- | -------------- | ----------- | ---------- | -------------------- |
| Australien (ARIA)                                                                            | —          | Gold1      | 25× Platin25   | —           | 1.785.000  | aria.com.au          |
| Belgien (BRMA)                                                                               | —          | 3× Gold3   | 4× Platin4     | —           | 185.000    | ultratop.be          |
| Dänemark (IFPI)                                                                              | —          | 5× Gold5   | 7× Platin7     | —           | 820.000    | ifpi.dk              |
| Deutschland (BVMI)                                                                           | —          | 2× Gold2   | 5× Platin5     | —           | 2.500.000  | musikindustrie.de    |
| Finnland (IFPI)                                                                              | —          | —          | Platin1        | —           | 20.000     | Einzelnachweise      |
| Frankreich (SNEP)                                                                            | —          | 4× Gold4   | —              | 3× Diamant3 | 1.216.665  | snepmusique.com      |
| Griechenland (IFPI)                                                                          | —          | Gold1      | —              | —           | 10.000     | Einzelnachweise      |
| Irland (IRMA)                                                                                | —          | —          | Platin1        | —           | 15.000     | Einzelnachweise      |
| Italien (FIMI)                                                                               | —          | 4× Gold4   | 11× Platin11   | —           | 760.000    | fimi.it              |
| Japan (RIAJ)                                                                                 | —          | Gold1      | Platin1        | —           | —          | riaj.or.jp           |
| Kanada (MC)                                                                                  | —          | Gold1      | 28× Platin28   | —           | 2.280.000  | musiccanada.com      |
| Neuseeland (RMNZ)                                                                            | —          | 4× Gold4   | 16× Platin16   | —           | 495.000    | radioscope.co.nz NZ2 |
| Niederlande (NVPI)                                                                           | —          | 2× Gold2   | 8× Platin8     | —           | 700.000    | nvpi.nl              |
| Norwegen (IFPI)                                                                              | —          | Gold1      | 13× Platin13   | —           | 590.000    | ifpi.no              |
| Österreich (IFPI)                                                                            | —          | 2× Gold2   | 4× Platin4     | —           | 142.500    | ifpi.at              |
| Polen (ZPAV)                                                                                 | —          | 4× Gold4   | 10× Platin10   | 3× Diamant3 | 1.155.000  | olis.pl              |
| Portugal (AFP)                                                                               | —          | —          | 7× Platin7     | —           | 70.000     | Einzelnachweise      |
| Schweiz (IFPI)                                                                               | —          | Gold1      | 7× Platin7     | —           | 170.000    | hitparade.ch         |
| Singapur (RIAS)                                                                              | —          | —          | Platin1        | —           | 10.000     | Einzelnachweise      |
| Spanien (Promusicae)                                                                         | —          | Gold1      | 8× Platin8     | —           | 390.000    | elportaldemusica.es  |
| Südkorea (KMCA)                                                                              | —          | —          | 4× Platin4     | —           | 2.500.000  | circlechart.kr       |
| Taiwan (RIT)                                                                                 | —          | —          | 2× Platin2     | —           | 20.000     | Einzelnachweise      |
| Vereinigte Staaten (RIAA)                                                                    | —          | 4× Gold4   | 10× Platin10   | —           | 12.000.000 | riaa.com             |
| Vereinigtes Königreich (BPI)                                                                 | 9× Silber9 | 7× Gold7   | 21× Platin21   | —           | 17.060.000 | bpi.co.uk            |
| Insgesamt                                                                                    | 9× Silber9 | 48× Gold48 | 194× Platin194 | 6× Diamant6 |            |                      |